# Jeholodens jenkinsi
Il jeholodente (Jeholodens jenkinsi) è un mammifero estinto appartenente ai triconodonti, vissuto nel Cretaceo inferiore (circa 125 milioni di anni fa). I suoi resti sono stati rinvenuti in Cina.

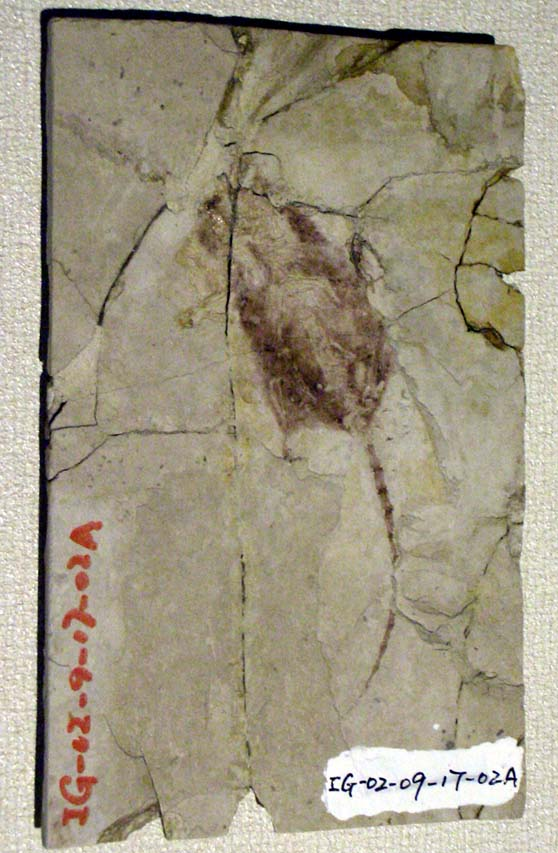
Fossile di Jeholodens jenkinsi

## Arcaico ma specializzato
Come molti altri mammiferi mesozoici, il jeholodente era di piccole dimensioni, possedeva una lunga coda e probabilmente era notturno. Le sue prede potenziali erano gli insetti, che catturava con rapidi movimenti degli arti anteriori prensili. Nonostante appartenesse all'arcaico ordine dei triconodonti, questo animale era già dotato di varie specializzazioni: si presume che fosse notturno perché le orbite erano molto grandi, e ospitavano occhi dal diametro di circa 5 centimetri. Questa caratteristica avrebbe permesso al jeholodente una migliore visione notturna nella caccia agli insetti. Altre caratteristiche, tuttavia, erano molto primitive: gli arti posteriori, ad esempio, sporgevano ai lati del corpo come quelli dei rettili, mentre quelli anteriori erano già ritti come quelli dei mammiferi più evoluti.